# قلعه پاتنگ
قلعه پاتنگ مربوط به دوران‌های تاریخی پس از اسلام است و در شهرستان درمیان، روستای پاتنگ واقع شده و این اثر در تاریخ ۷ مرداد ۱۳۸۲ با شمارهٔ ثبت ۹۲۹۰ به‌عنوان یکی از آثار ملی ایران به ثبت رسیده است.